# Христифор (Доместик Схола)
Христифор ( грч. Χριστόφορος је био главни командант ( Доместик  Схоола) византијске војске током 870-их и постигао је значајне победе против Павликијана .

## Биографија
Ништа се не зна о Христифоровом пореклу, датуму рођења или смрти.  У изворима је идентификован као гамброс цара Василија I Македонског (р. 867–886), реч која обично значи „зет“, али може да имплицира општију породичну везу кроз брак. Кирил Манго је предложио да се христифор ожени Василијевом најстаријом ћерком, Анастасијом, али су све цареве ћерке на крају биле затворене у манастир .  
Године 872. или 878/9.  Христифор је предводио експедицију против павликијана са Тефрике, коју су чиниле снаге Харсијанона и Јермениона . Кампања је кулминирала битком код Батис Ријакса, у којој је павликијански пораз и смрт њиховог вође Хрисохеира. Након овог успеха, било одмах затим или неколико година касније, уследило је пљачкање павликијанске престонице Тефрике и изумирање њихове државе.   